# Письмо 14 академиков
Письмо 14 академиков, написанное в 1944 году — документ, который повлиял на трактовку результатов избрания заведующего кафедрой теоретической физики физического факультета МГУ.
Этот документ является одной из первых успешных попыток воздействия на политическую обстановку выдающихся советских физиков.
Историк В. Д. Есаков ссылается на него как на «хорошо известное письмо 14 академиков председателю Всесоюзного комитета по делам высшей школы С. В. Кафтанову»

## Ситуация
Во время Великой Отечественной войны Физический факультет МГУ был эвакуирован в 1942 году в Ашхабад (Туркменская ССР), а с начала 1943 года — в Свердловск (РСФСР).
С 1943 учебного года факультет возвращается обратно в Москву на территорию МГУ, и встаёт вопрос об избрании заведующего кафедрой теоретической физики.
Последний учёный, занимавший пост заведующего — В. С. Фурсов, — с 1941 года в армии.
Эта кафедра является одной из ключевых кафедр факультета, так как преподавательский состав этой кафедры преподаёт общие курсы: теоретической механики, электродинамики, квантовой механики, статистической физики.
Реальными претендентами на должность заведующего кафедрой являются бывший заведующий кафедрой известный учёный И. Е. Тамм и прошедший с факультетом через эвакуацию А. А. Власов, который только начал свою научную карьеру.

Консервативное большинство Учёного Совета и декан факультета А. С. Предводителев были настроены против И. Е. Тамма.
Незадолго до голосования на заседании Учёного Совета выступил Д. Д. Иваненко, указав на ряд ошибок в работах И. Е. Тамма.
На голосовании А. А. Власов получил 24 голоса против 5 голосов И. Е. Тамма.

## Результаты
В качестве ответной меры ряд учёных во главе с академиком П. Л. Капицей написали письмо председателю Всесоюзного комитета по делам высшей школы С. В. Кафтанову.
Под письмом подписался также академик Л. И. Мандельштам.
Кафтанов в связи с данным обращением провёл совещание, на котором со стороны факультета присутствовали Предводителев и Иваненко, также были представители «академистов», в том числе тяжело болевший Мандельштам.
После совещания заведующим кафедрой был назначен В. А. Фок, не проработавший в этой должности и двух месяцев; проблема получила развитие в ситуации с письмом четырёх академиков. В 1945 году заведующим кафедрой стал А. А. Власов.